# شامسة أوريغونية
شامسة أوريغونية (الاسم العلمي: Heliothis oregonica) (بالإنجليزية: Oregon Gem)‏ هي نوع من الحشرات يتبع جنس الشامسة من فصيلة الليليات.